# Can Regassol
|  | Per a altres significats, vegeu «Can Regassol (Bigues)». |

Can Regassol és una urbanització del terme municipal de Bigues i Riells del Fai que té algunes torres en terme de Caldes de Montbui, al Vallès Oriental. És una de les urbanitzacions més extenses i poblades del terme municipal, ja que el 2018 tenia 772 habitants, que representa el 8,57% del cens municipal. Pren el nom de la masia de Can Regassol, una de les masies històriques de l'antiga parròquia rural de Montbui, o Sant Mateu de Montbui, en terres de la qual es va formar aquesta urbanització. Està situada a la part occidental del terme, a tocar del de Caldes de Montbui, dins del qual penetren algunes torres de la urbanització.
El seu ample territori s'estén en el vessant meridional del turó del Castell de Montbui i del Puig Alt de Viver, a l'esquerra del Torrent de Ca la Rosa i a la dreta de la capçalera del torrent de la Vall. És a llevant de les Vinyes dels Feliuans i a ponent dels Boscos de Can Ribes. És al nord-est de la urbanització calderina de la Font dels Enamorats, amb la qual enllaça a través d'un camí rural.